# Boozoo Bajou
Boozoo Bajou är ett tvåmansband från Nürnberg i Tyskland, bestående av Peter Heider och Florian Seyberth. Duon har gjort sig känd för sitt distinkta Cajoun sound blandad med island rhythms. Första albumet med namnet Satta släpptes 2001.

## Diskografi
Studioalbum
- Satta (2001)
- Dust My Broom (2005)
- Grains (2009)
- Coming Home (2010)
- 4 (2014)

Samlingsalbum
- Juke Joint (2003)
- Remixes (2003)
- Juke Joint Vol. II (2006)